# Вучак (Смедерево)
Вучак је приградско насељено место града Смедерева у Подунавском округу. Према попису из 2022. има 1751 становника (према попису из 2011. било је 1890 становника).

## Историја
Вучак се налази јужно од Смедерева. Вучак је старије насеље. Нема писаних података, а и предање не зна ништа о томе када је село основано. Прве писане подадке из почетка 18. века. На карти из доба аустријске владавине (1718-1739.г) забележено је ово место под именом Wutschak. Касније се Вучак спомиње у арачким списковима и имао је 1818.г. 29 кућа а 1822.г. 27 кућа. Године 1846.г. Вучак је имао 37 кућа а по попису 1921.г. имао је 117 кућа са 606 становника.
Најстарије породице су: Шестићи, Цветковићи, Јоцићи, Jaнковићи, Марковићи, Павковићи, Милићевићи, Николићи, Живојиновићи и остали придошли. . (подаци датирају од 1718-1925. г).).

## Демографија
У насељу Вучак живи 1251 пунолетни становник, а просечна старост становништва износи 36,9 година (36,2 код мушкараца и 37,6 код жена). У насељу има 513 домаћинстава, а просечан број чланова по домаћинству је 3,23.
Ово насеље је великим делом насељено Србима (према попису из 2002. године), а у последња три пописа, примећен је пораст у броју становника.
|  |

| Демографија | Демографија | Демографија |
| Година      | Становника  | Становника  |
| ----------- | ----------- | ----------- |
| 1948.       | 691         |             |
| 1953.       | 714         |             |
| 1961.       | 752         |             |
| 1971.       | 862         |             |
| 1981.       | 1.240       |             |
| 1991.       | 1.364       | 1.326       |
| 2002.       | 1.655       | 1.716       |
| 2011.       | 1.890       |             |
| 2022.       | 1.751       |             |

| Етнички састав према попису из 2002.‍ | Етнички састав према попису из 2002.‍ | Етнички састав према попису из 2002.‍ | Етнички састав према попису из 2002.‍ | Етнички састав према попису из 2002.‍ |
| ------------------------------------ | ------------------------------------ | ------------------------------------ | ------------------------------------ | ------------------------------------ |
|                                      |                                      |                                      |                                      |                                      |
| Срби                                 | Срби                                 |                                      | 1.630                                | 98,48%                               |
| Црногорци                            | Црногорци                            |                                      | 5                                    | 0,30%                                |
| Македонци                            | Македонци                            |                                      | 2                                    | 0,12%                                |
| Југословени                          | Југословени                          |                                      | 2                                    | 0,12%                                |
| Хрвати                               | Хрвати                               |                                      | 1                                    | 0,06%                                |
| Украјинци                            | Украјинци                            |                                      | 1                                    | 0,06%                                |
| Румуни                               | Румуни                               |                                      | 1                                    | 0,06%                                |
| непознато                            | непознато                            |                                      | 7                                    | 0,42%                                |

| Година пописа     | 1948. | 1953. | 1961. | 1971. | 1981. | 1991. | 2002. |
| ----------------- | ----- | ----- | ----- | ----- | ----- | ----- | ----- |
| Број домаћинстава | 157   | 162   | 176   | 189   | 298   | 351   | 513   |

| Број чланова      | 1  | 2   | 3  | 4   | 5  | 6  | 7 | 8 | 9 | 10 и више | Просек |
| ----------------- | -- | --- | -- | --- | -- | -- | - | - | - | --------- | ------ |
| Број домаћинстава | 53 | 143 | 95 | 133 | 53 | 24 | 8 | 2 | 2 | 0         | 3,23   |

| Пол    | Укупно | Неожењен/Неудата | Ожењен/Удата | Удовац/Удовица | Разведен/Разведена | Непознато |
| ------ | ------ | ---------------- | ------------ | -------------- | ------------------ | --------- |
| Мушки  | 670    | 178              | 431          | 31             | 16                 | 14        |
| Женски | 659    | 104              | 436          | 90             | 17                 | 12        |
| УКУПНО | 1.329  | 282              | 867          | 121            | 33                 | 26        |

| Пол    | Укупно                    | Пољопривреда, лов и шумарство | Рибарство                            | Вађење руде и камена | Прерађивачка индустрија       |
| ------ | ------------------------- | ----------------------------- | ------------------------------------ | -------------------- | ----------------------------- |
| Мушки  | 370                       | 59                            | 0                                    | 0                    | 167                           |
| Женски | 124                       | 24                            | 0                                    | 0                    | 42                            |
| УКУПНО | 494                       | 83                            | 0                                    | 0                    | 209                           |
| Пол    | Производња и снабдевање   | Грађевинарство                | Трговина                             | Хотели и ресторани   | Саобраћај, складиштење и везе |
| Мушки  | 4                         | 33                            | 23                                   | 4                    | 25                            |
| Женски | 0                         | 2                             | 23                                   | 3                    | 2                             |
| УКУПНО | 4                         | 35                            | 46                                   | 7                    | 27                            |
| Пол    | Финансијско посредовање   | Некретнине                    | Државна управа и одбрана             | Образовање           | Здравствени и социјални рад   |
| Мушки  | 0                         | 13                            | 8                                    | 4                    | 19                            |
| Женски | 0                         | 3                             | 2                                    | 11                   | 7                             |
| УКУПНО | 0                         | 16                            | 10                                   | 15                   | 26                            |
| Пол    | Остале услужне активности | Приватна домаћинства          | Екстериторијалне организације и тела | Непознато            | Непознато                     |
| Мушки  | 1                         | 1                             | 0                                    | 9                    | 9                             |
| Женски | 1                         | 0                             | 0                                    | 4                    | 4                             |
| УКУПНО | 2                         | 1                             | 0                                    | 13                   | 13                            |